# تعتيق
تعتيق هو إعداد وتشطيب أي سطح لتقليد مظهر وكأنه قديم وهو تنسيق غير تقليدي غالباً في كون في الطلاء وقد يستخدم فيه المعجونة وملاط وغيرها.
التعتيق له العديد من الأشكال وعديد من التصاميم الجميلة وتختلف بختلاف الأذواق واختلاف الألون المستخدمة في التعتيق.

## نبذة عن التعتيق
تعتيق الأسطح يضيف إلى المكان المزيد من الجمال والتنسيق، وعلى الرغم من سهولته وبساطة تصميمه إلا أنه يحتاج إلى متمرسين لتصميمه لإضافة لمسات جمالية في تنسيق المكان.
كثرة التعتيق ليست بالجميلة لأنها قد تجعل الناظر إليها يصاب بالملل والضجر من زهو اللألوان وكثرتها ومن ازدحام التصاميم التي من شأنها أن تجعل الشيء الجميل إلى قبيح ويبقى التعتيق محصوراً في أماكن قليلة كالأعمدة وجدار معين من الغرفة أو قوس
أو جزء من جدار ليضيف لمسةً جمالية

## الترخيم
الترخيم هو جزء من التعتيق ولا يختلف كثيراً عنه حبذا أنه يميل بتصميماته إلى التصميمات المرتبطة بالرخام فالرخام يعطي الشعور بالفخامة وهو كفيل بجعل المكان تحفةً جميلة ويتم الترخيم بطلاء لقلة تكاليفه مقارنةً باستخدام الرخام الطبيعي وهناك من يستخدم الرخام الطبيعي عوضاً عن ترخيمه، ويبقى ترخيمه بالطلاء هو الخيار الأفضل بحيث إنه لا يختلف عن الرخام الطبيعي سوى القليل.

## طريقة تعتيق الجدار
في البداية يتم تجهيز الجدار المراد تعتيقه ويكون ذلك بصنفرته أولاً ومن ثم تنظيفه وإعطاه طبقة من طلاء الأساس ومن ثم يتم تجهيزه بالمعجونة أو يتم تجهيزه بطبقة طلاء بيضاء أو حسب اللون المراد التصميم به.

## طرق تعتيق الجدران
طرق تعتيق الجدران كثيرة ولا يمكن إحصائها فهناك الكثير من التصميمات والأذواق في التعتيق حيث إن التعتيق يستخدم في مجالات الفن الكثيرة فهو نوع من الفنون التشكيلية ويعتمد المصمم على الذاكرة الفنية لصنع تصميم جديد.
أكثر طرق التعيق انتشاراً:
- التعتيق باستخدام كيس: ويكون ذلك باستخدام كيس مصنوع من اللدائن وباستخدام لون مختلف عن اللون المستخدم في تلوين الجدار يتم الطبطبة على الجدار فيبدو الجدار وكأنه عبارة عن طبقتان والطبقة العليا مقشرة وقد ظهر الطلاء الذي تحته
- التعتيق باستخدام إسفنجة: التعتيق باستخدام الإسفنجة لا يختلف كثيراً عن التعتيق بالكيس سوى القليل والنتائج متقاربة من بعضها ولكن اختلاف الألوان والتصميمات من شأنه التسبب في نشأة الكثير من الأشكال الجميلة.